# 鶴ヶ岡村
鶴ヶ岡村（つるがおかむら）は、京都府北桑田郡にあった村。現在の南丹市美山町の北西部にあたる。「鶴岡村」と表記されることもある。

## 地理
- 山岳：頭巾山
- 河川：棚野川、西川

## 歴史
- 1889年（明治22年）4月1日 - 町村制の施行により、鶴ヶ岡村・高野村・豊郷村・盛郷村・福居村の区域をもって発足。
- 1937年（昭和12年）3月25日 - 京都駅から鶴ヶ岡を結ぶバス路線が運行を開始[1]。
- 1955年（昭和30年）3月1日 - 知井村・平屋村・宮島村・大野村と合併して美山町が発足。同日鶴ヶ岡村廃止。

## 交通

### 道路
- 国道162号